# Corallocarpus grevei
Corallocarpus grevei är en gurkväxtart som först beskrevs av Keraudr., och fick sitt nu gällande namn av Keraudr.. Corallocarpus grevei ingår i släktet Corallocarpus, och familjen gurkväxter. Inga underarter finns listade i Catalogue of Life.